# 손술
손술(孫述, ? - ?)은 중국 삼국 시대 오나라의 황족으로, 손린(孫鄰)의 아들이다.

## 행적
《오력》에 따르면, 손린에게는 작위를 이은 손묘 외에도 아들이 더 있어, 손술은 무창독 · 평형주사가 되었고, 손진은 무난독이 되었고, 손해는 성문교위가 되었고, 손흠은 악향독이 되었다.
천기 4년(280년), 서진에서 대대적으로 군사를 출동시켜 오나라를 정벌하였다. 서진의 예주자사 · 건위장군 왕융(王戎)이 무창을 공격하자, 장군 양옹(楊雍) · 강하태수 유랑(劉朗)과 함께 왕융에게 투항했다.

## 친척 관계

### 관련 인물
- 손강
- 손분
- 손보
- 손린
- 손진
- 손흠